# Naramów
Naramów – wieś w Polsce położona w województwie świętokrzyskim, w powiecie kieleckim, w gminie Łopuszno.
27 kwietnia 1943 wieś spacyfikowali żandarmi niemieccy, prawdopodobnie z Kielc i Łopuszna. Zamordowali 21 osób, a rannych było 7. Spalili 5 gospodarstw.
W latach 1975–1998 miejscowość administracyjnie należała do województwa kieleckiego.
Wierni Kościoła rzymskokatolickiego należą do parafii Wniebowzięcia Najświętszej Maryi Panny i św. Tekli w Mninie.